# オランダのバリ島侵攻 (1906年)

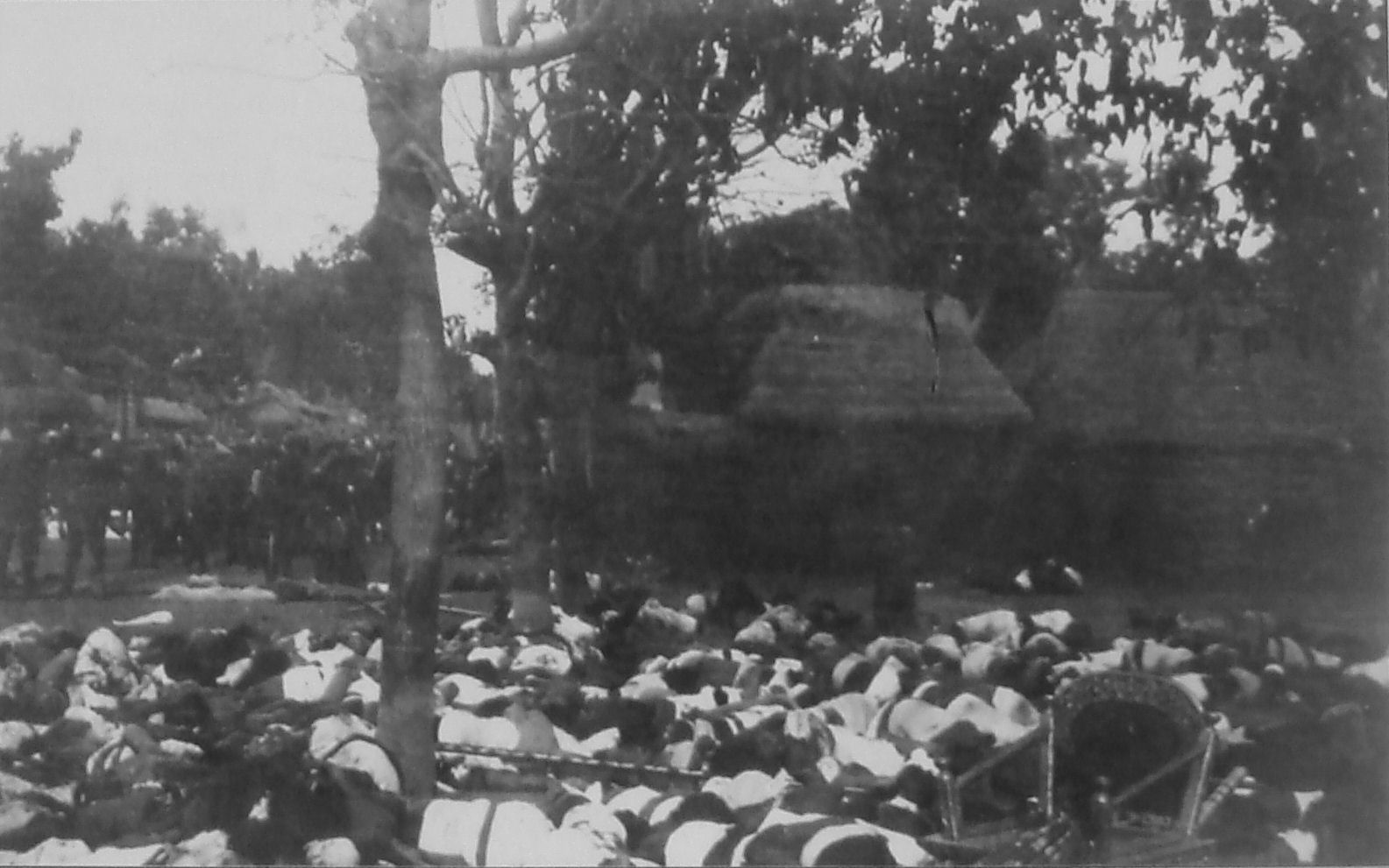
デンパサルでのププタン(集団自決)。左はオランダ軍

本項では、1906年のオランダのバリ島侵攻について述べる。この戦争でバリ島南部のバドゥン国とタバナン国は壊滅し、クルンクン王国の弱体化を招いた。オランダ軍による6度目のバリ島侵攻であった。

## 経緯
オランダ海上帝国は1846年から1849年にかけてのバリ戦争でジュンブラナ国、ブレレン国を獲得し、また1894年のロンボク戦争でロンボク国とカランガスム王国を獲得し、オランダ領東インド領土に編成することに成功した。
しかし、バリ島南部のバドゥン国とタバナン国はいまだ独立状態を保っていた。オランダ帝国は両国にオランダ領東インドへの編入を交渉したが、こうした交渉はオランダによる軍事侵攻の口実であった。
1846年のバリ戦争の口実と同じ口実で、オランダ側はバリ島の王に、島の周囲の暗礁に乗り上げた難破船の略奪に関して国際法違反であると主張し、バリ側は難破によって所有権は移転することは伝統的な習慣のタワン・カラン(tawan karang)であると反論した。
1904年5月27日、中国のスクーナー船スリ・クマラ号がサヌール海岸沖の暗礁に乗り上げ、バリ人によって略奪された。オランダは賠償を請求し、バドゥン国王はこれを拒否、タバナン国とクルンクン王国の王がこれを支持した。
タバナン国王とオランダはすでに1904年に、ヒンドゥー教の習慣で寡婦が夫(主人）の遺体とともに焼身自殺するサティーの実施をめぐってオランダがこの習慣をやめるよう要請したところ、国王がこれを拒絶したため、オランダは不快に感じていたという経緯があった。
1906年6月、オランダはバリ島南部の沿岸の封鎖を開始し、最後通牒をバリに伝えた。

## バリ南部侵攻

### バドゥン侵攻
1906年9月14日、オランダ帝国東インド軍第六軍事遠征部隊がサヌール海岸北部に上陸、指揮官はマリヌス・ベルナドゥス・ロスト・ヴァン・トーニンゲン少将だった。
9月15日、バドゥン軍はサヌールのオランダ軍露営地を襲撃し、インタラン村でも抗戦が行われた。しかし、抵抗勢力はそれほど多くもなく、オランダ軍な内陸部のケシマン(Kesiman)に9月20日に到着した。バドゥンの臣下であった現地ケシマンの支配者は、オランダ軍への武装抵抗を主張していたため、すでにヒンドゥー僧侶に殺害されており、宮廷は放火され、町は廃墟となっていた。

### デンパサール
オランダ軍がデンパサールに進軍したときは、ドレス・パレードのようであった。宮殿に到着すると、そこでは儀式puriによる香が焚かれて、太鼓を打つ音が聞こえた。オランダ軍の到着以前、宮殿では静かな葬儀儀礼がなされている最中で、ラージャ(君主）が4人の担ぎ手によって輿に担がれて進行していた。ラージャは白い伝統衣装、大量の宝石、儀式的な剣(クリス)を着用しており、また王の臣下たち、僧侶、護衛隊、王妃や皇太子らも同様の衣装を着用していた。これらは死のための儀式であった。

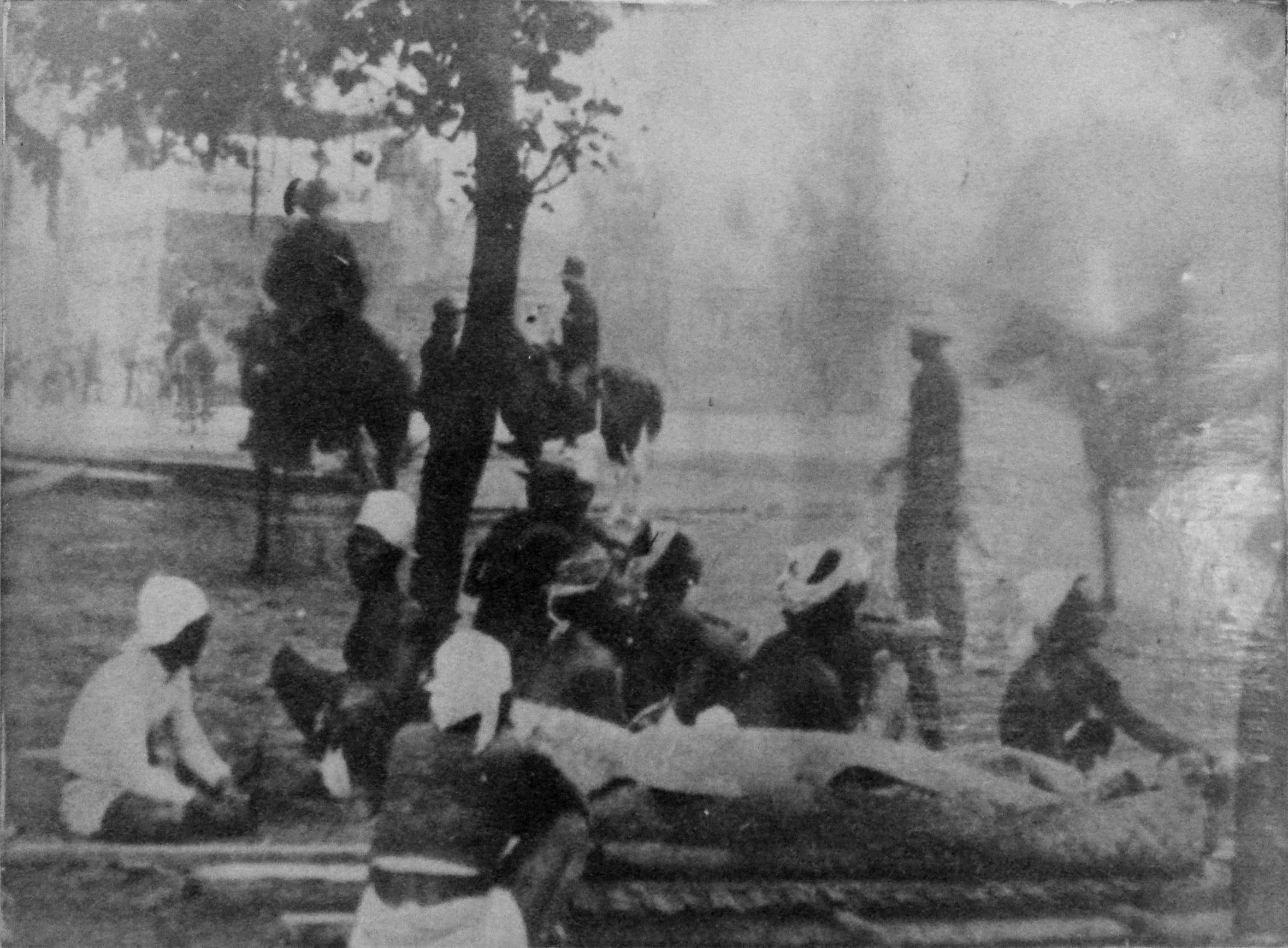
ラージャの体を覆っているバリ人

葬儀儀礼がオランダ軍より100歩ほど進んだところで、列は停止し、ラージャは神輿から降りて、僧侶に促すと、僧侶は剣をラージャの胸に突き刺し、同時に参列者たちもみな自殺したり、互いに刺しあって集団自決を行った。これはププタンとよばれる風習で、「死との戦い」を意味するものであった。女性たちは身につけていた宝石や金のアクセサリーを外すとからかうようにオランダ軍に投げつけた。

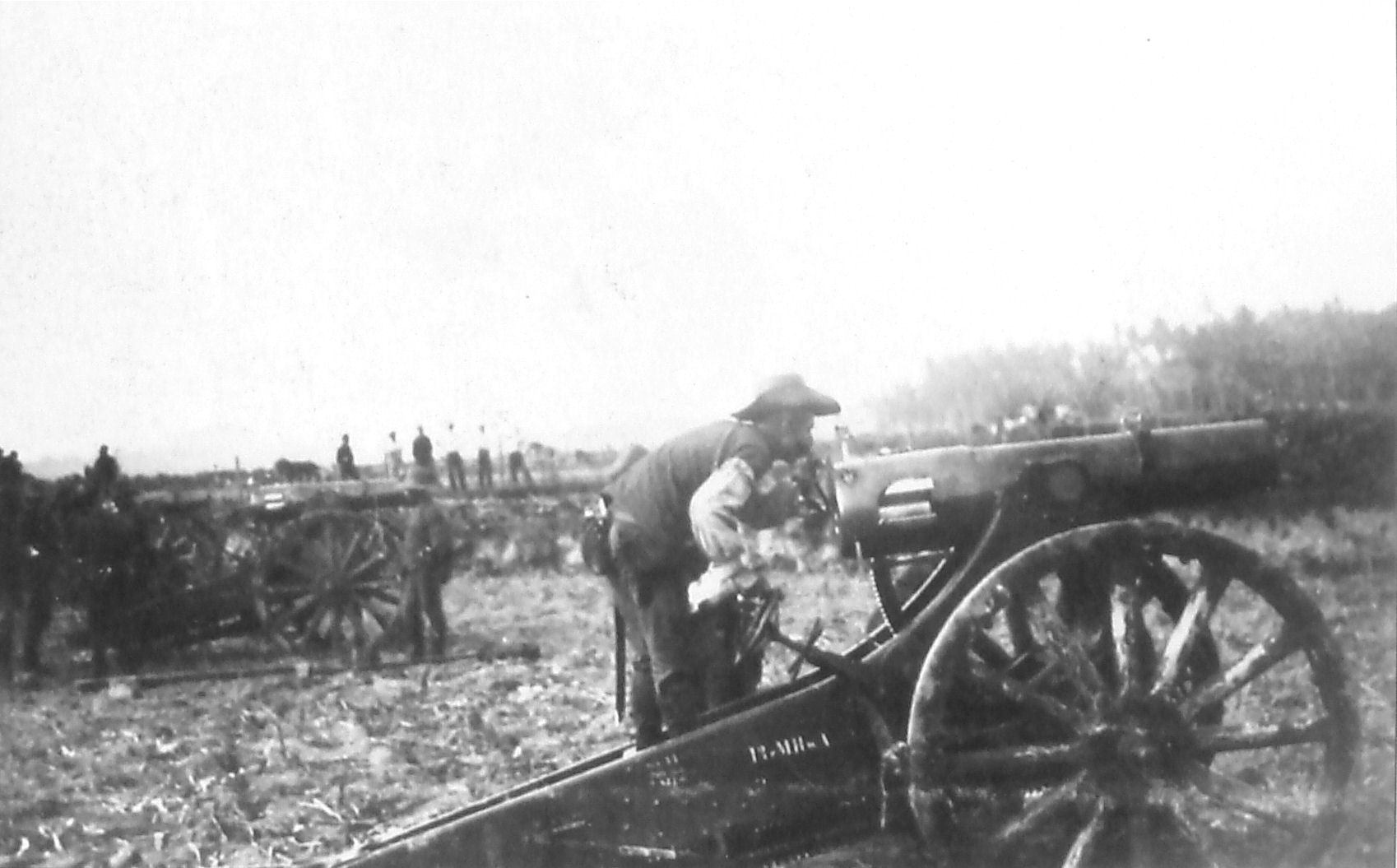
オランダ軍砲兵

オランダ軍は小銃と大砲による攻撃を開始、宮殿から飛び出ると、死体の山が高く積み上げられていった。儀式では数百人、または1000人以上が参列していたといわれ、これらはオランダ軍の砲撃で殺害された。
別のププタンの記録では、オランダ軍は最初に宮殿の外で伝統的な短剣や槍や盾で武装したバリ人の群衆に攻撃を開始し、生存者が集団自決を行ったといわれる。オランダ軍兵士は遺体から宝石など価値のあるものを剥ぎ取り、宮殿の廃墟から略奪をし、こうしてデンパサールの宮殿は破壊された。
同日午後、同様の事件がペメクテン(Pemecutan)宮殿の近くでも発生し、オランダ軍は宮殿の支配層が集団自決をしたあと、財宝などの略奪を行った。これらのププタンは「バドゥン・ププタン」とよばれ、その後外国勢力への抵抗の例として賞賛され、宮殿跡地のデンパサールの中央通りに巨大なブロンズ製の記念碑が建設された。

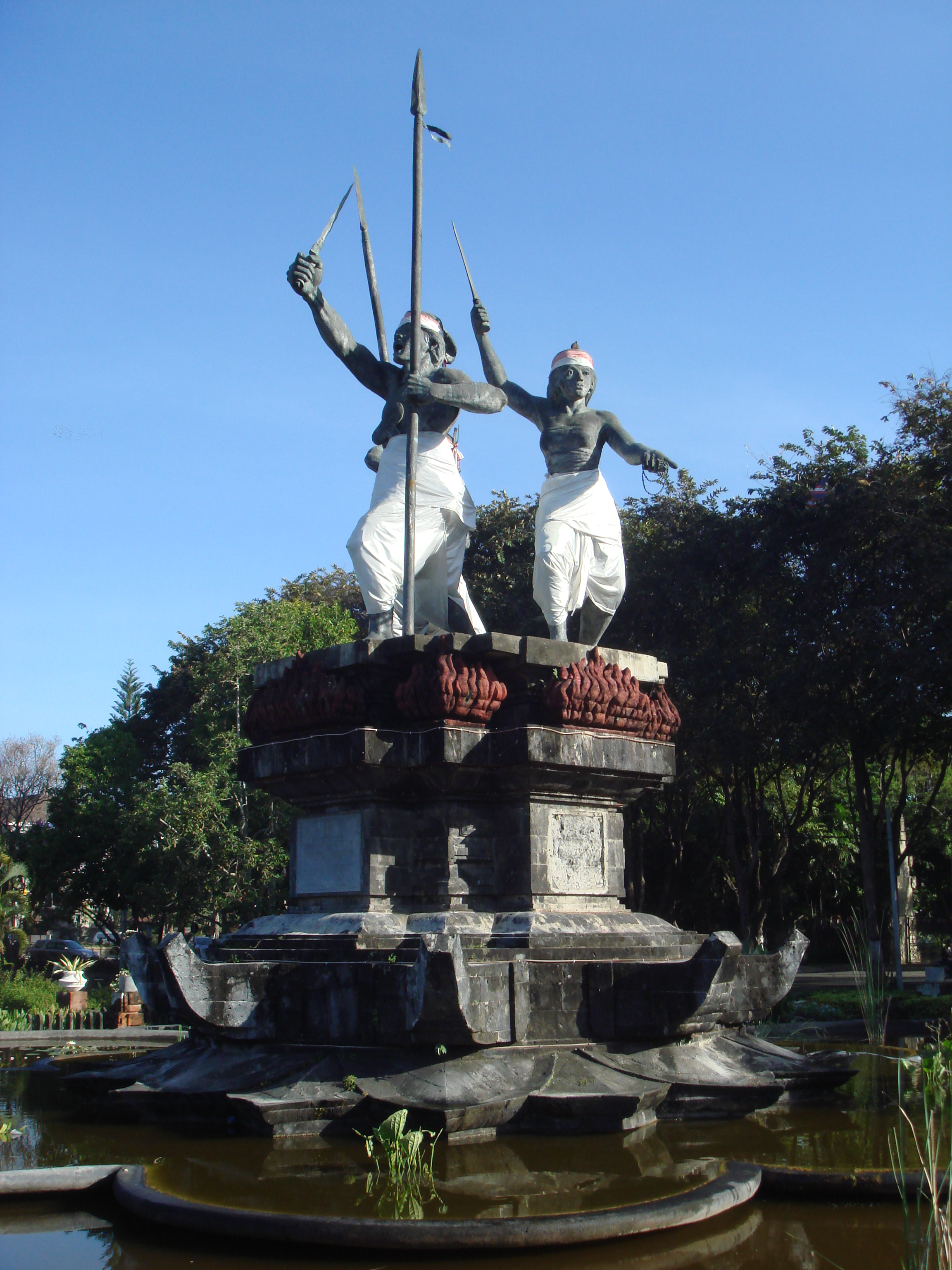
デンパサールの中央通りの記念碑

### タバナン侵攻
オランダ軍はタバナン国に進軍し、タバナン国は降伏し、オランダ側はオランダ人摂政を設置するよう要求した。オランダはタバナン国に対して、 マドゥラ島やロンボク島への国外追放を勧告するので、タバナン国民は二日後、収容所で自決（ププタン)した。タバナンの宮廷の財宝はオランダ軍によって略奪され、宮殿は崩壊した。

### クルンクン王国
オランダ軍はクルンクン王国にも進軍し、クルンクン王国王であるデワ・アグンへの攻撃を計画したが、デワ・アグン側がオランダ軍への抗戦をやめ、要塞を破壊し、武器と輸出・輸入税を引き渡したため、オランダ軍は軍事侵攻を行わなかった。しかしクルンクン王国は1908年のオランダ軍の再侵攻で滅亡する。

## 影響
オランダによるバリ島侵略はメディアにとりあげられ、バリ南部侵攻における血なまぐさい行為が欧米へ伝えられた。オランダ側が口実とした、バリ島の王国側の罪に対するオランダ側の懲罰行為の過剰な過酷さが指摘された。結果として、慈悲深く責任ある植民地大国としてのオランダ像は深刻な影響を受けることとなった。。
ジャワ島、スマトラ島、東部の島におけるオランダの植民地政策は批判され修正を余儀なくされ、オランダ道徳政策が新たに発表されるにいたった。その結果、バリにおけるオランダ人はバリ伝統文化の保護者となり、彼らはバリに近代化をもたらすとともにバリの伝統を保持することになっていった。バリ伝統文化保全の努力は、バリを「古典文化が生きた博物館」と宣伝され、1914年にはバリは観光地としてオープンされた。

## 関連する作品
オーストリアの作家ヴィッキイ・バウムの小説「LIEBE UND TOD AUF BALI」1937年(邦訳:『バリ島物語』金窪勝郎訳、筑摩書房、1997年）では、1906年のバリ侵攻の最中に捕われた家族を描いている。バウムは1935年にバリを旅行し、バリ・ルネッサンスの中心人物であったヴァルター・シュピースの友人と知り合いになり、ヴァルター・シュピースから当時はまだ生きた記憶であったバリ侵攻について多くの知見を得た。

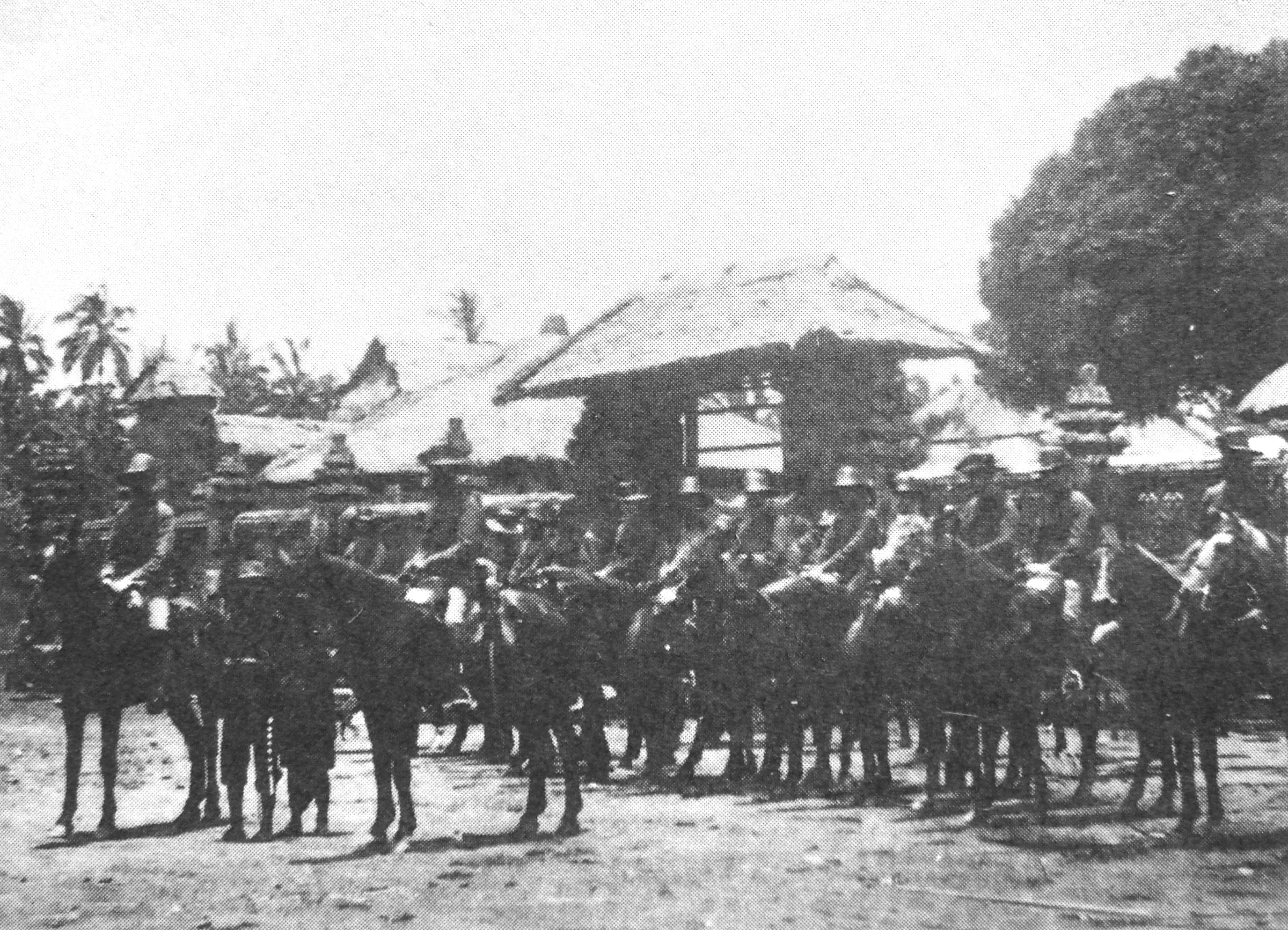
タバナン宮殿の前のオランダ軍騎馬隊